# Крёмбольц, Оливье
Оливье Крёмбольц (фр. Olivier Krumbholz, род. 12 июля 1958 года) — французский гандболист и гандбольный тренер, действующий главный тренер женской сборной Франции по гандболу (1998—2013 и с 2016 года). В 2021 году удостоен звания кавалера ордена «За заслуги».

## Биография
Как игрок известен по выступлениям за гандбольный клуб «Мец», в составе которого выступал 10 сезонов. За мужскую сборную Франции Оливье сыграл 10 матчей.
По окончании карьеры на площадке он возглавил команду «Мец» в качестве тренера (пять чемпионских титулов и два Кубка Франции). В 1992 году стал наставником молодёжной женской сборной Франции, а в 1998 стал тренировать и первую команду страны. Под его руководством француженки выиграли чемпионаты мира 2003 и 2017 годов,  трижды выходили в финал (1999, 2009, 2011) и дважды брали медали чемпионата Европы (2002, 2006). В 2016 году сборная стала серебряным призёром Олимпийских игр.

## Личная жизнь
В 2005 году Оливье принял участие в социальной программе «Bien Manger, C'est Bien Joué!», направленной на популяризацию правильного питания у молодых спортсменов.
Женат, его супруга — бывшая гандболистка Коринн Крёмбольц, работающая в тренерском штабе «Меца».